# Worczyszki
Worczyszki – dawny zaścianek. Tereny, na których był położony, leżą obecnie na Białorusi, w obwodzie mińskim, w rejonie miadzielskim, w sielsowiecie Narocz.

## Historia
W czasach zaborów zaścianek w gminie Kobylnik, w powiecie święciańskim, w guberni wileńskiej Imperium Rosyjskiego. 
Po I wojnie światowej pod administracją polską, w Zarządzie Cywilnym Ziem Wschodnich. W latach 1920–1922 w składzie Litwy Środkowej.
Od 11 kwietnia 1922 zaścianek leżał w Polsce, w województwie wileńskim, w powiecie święciańskim, od 1926 roku w powiecie postawskim, w gminie Kobylnik.
W 1931 w 1 domu zamieszkiwało 8 osób.
W 1938 roku miejscowość należała do gromady Mielniki gminy Kobylnik.